# Todesengel von Lainz
Als Todesengel von Lainz wurden die österreichischen Stationshilfen Waltraud Wagner (* 1960), Irene Leidolf (* 1962), Stefanija Meyer (* 1940) und Maria Gruber (* 1964) bezeichnet. Sie ermordeten gemeinschaftlich im Krankenhaus Lainz in Wien während der Jahre 1983 bis 1989 eine größere Anzahl an Patienten des Krankenhauses.
Die Mordserie begann 1983, als Wagner nach eigenen Angaben den angeblichen Wunsch einer Patientin nach einer tödlichen Morphiumspritze erfüllte. Sie sah in diesem „Gnadenakt“ nur eine „Sterbehilfe“ ohne besondere Schuld, wobei auch dieses Verbrechen mit maximal fünf Jahren Haft zu bestrafen gewesen wäre. Dieser Darstellung von „Tötung aus Mitleid“ und „gnadenvoller Erlösung“ widerspricht das brutale Vorgehen der vier Frauen, besonders von Wagner und Leidolf.

## Anzeige
Bereits 1988 wurde über eine Hilfsschwester der Verdacht geäußert, dass Patienten in der Station der als Schlafmittel eingesetzte Wirkstoff Flunitrazepam (Handelsname: Rohypnol) verabreicht wurde. Der Verdacht drang bis zum Oberarzt vor, der Anzeige erstattete. Polizeiliche Ermittlungen verliefen jedoch zunächst ergebnislos. Als 1989 der Patient Franz Kohout plötzlich an einer Unterzuckerung litt, obwohl er nicht zuckerkrank war, erstattete der Oberarzt neuerlich Anzeige. Zunächst wurden die vier Stationsgehilfinnen nur beurlaubt, nach einer Untersuchung im Krankenhaus am 7. April 1989 verhaftet. Zahlreiche verstorbene Patienten wurden zur erneuten Untersuchung der Todesursachen exhumiert und obduziert, dabei wurde eine ungewöhnliche Häufung von Wasser in der Lunge festgestellt. Da dies bei Patienten mit schwachem Allgemeinzustand häufiger vorkommt, konnte kein zwingender Tatverdacht der Tötung abgeleitet werden. Eine tödliche Überdosis an Insulin bei einem anderen Toten führte schließlich zu den Haftbefehlen.

## Verbrechen
Die Opfer wurden entweder mit einer Überdosierung Insulin oder dem Schlafmittel Rohypnol vergiftet, andere mit Wasserzugaben getötet. Diese „Mundpflege“, so die zynische Eigenbezeichnung, lief nach folgendem Schema ab: Eine Stationsgehilfin hielt den Kopf fest und die Nase zu, die andere fixierte die Zunge und goss Wasser ein, bis das Opfer erstickt war. Dabei sollen sich die Opfer heftig gewehrt haben. Bei Patienten, bei denen bereits eine Wasserlunge bekannt war, konnte dies als natürlicher Tod erscheinen.

## Verurteilte Täterinnen

### Waltraud Wagner
Wagner galt als treibende Kraft, die die Morde perfektionierte. Sie schien über die anderen Mitangeklagten großen Einfluss gehabt zu haben, wahrscheinlich hatten sie auch einen gewissen Respekt vor ihr. Sie verteidigte sich damit, sie hätte Patienten, die „ohnehin schon beinahe tot waren“, „nur erlöst“. Gleich im ersten Verhör gestand sie 49 Tötungen, nach ihren Angaben „nur Sterbehilfe“, später widerrief sie und gestand zehn Delikte. Das Gericht hielt 32 Morde für erwiesen, sah keinen Milderungsgrund und verurteilte Wagner zu einer lebenslangen Freiheitsstrafe.

### Irene Leidolf
Sie bezeichnete sich nur als Gehilfin von Wagner, diese hätte alle angestiftet. Sie gab exemplarisch detailliert Auskunft über den Zynismus von Wagner. So würden Patienten, die „Schwierigkeiten machen“ oder „auf die Nerven gehen“, „eine Fahrkarte ins Jenseits bekommen“. Sie glaube, dass Wagner „mehr als hundert“ Menschen umgebracht hätte. Trotz zahlreicher Indizien wurde Leidolf von den meisten Verdächtigungen freigesprochen, erhielt für fünf nachgewiesene Morde lebenslange Haft.

### Stefanija Meyer
Die gebürtige Jugoslawin bezichtigte Wagner und Leidolf als Haupttäterinnen, sie selbst habe „nur aus Mitleid gemordet“. Sie war den Mordvorwürfen gegenüber geständig (keine Ausrede in Richtung Sterbehilfe) und nannte auch einige Opfer, an die sich Wagner nicht mehr erinnern konnte. Auch Meyer gab über die Kaltblütigkeit von Wagner Auskunft und erläuterte, dass besondere Vorkehrungen für die Morde im Stationsalltag nicht notwendig gewesen wären, weil ohnehin niemand kontrolliert hätte. Da das Gericht nur von einer Mittäterschaft ausging, erhielt sie für vier Morde eine relativ milde Strafe von 20 Jahren Haft, obwohl sie in einem Fall als Alleintäterin in Frage kam.

### Maria Gruber
Sie war die jüngste und noch nicht lange in der Pflege tätig. Sie wollte sich einige Male den Aufforderungen zum Töten widersetzt haben, gab dann aber doch dem Drängen ihrer Kolleginnen nach und ermordete zwei Menschen. Gruber erhielt 15 Jahre Haft, nach 12 Jahren kam sie frei.

### Entlassung aus dem Gefängnis und Namensänderung
Die beiden zu lebenslanger Haftstrafe verurteilten Haupttäterinnen Wagner und Leidolf wurden am 7. August 2008 nach über 19 Jahren Haft, „wo sie als ‚Musterhäftlinge‘ galten“, auf Bewährung aus dem Gefängnis entlassen. Noch während der Haftzeit haben sie eine Namensänderung vorgenommen, da sie „dem Vernehmen nach kein Interesse [haben], neuerlich zum Gegenstand medialer Berichterstattung zu werden“ und sollen Interviewanfragen von Medien „kategorisch abgelehnt haben“. Ihre beiden Mittäterinnen waren bereits zu einem früheren Zeitpunkt aus dem Gefängnis entlassen worden und sollen ebenfalls nach Namensänderung ein neues Leben begonnen haben.

## Begünstigendes Umfeld
Alle vier Täterinnen konnten relativ unbekümmert und selbständig agieren. Weder der erhöhte Medikamentenverbrauch noch sonstige verdächtige Vorgänge (wie die erhöhte Anzahl der Toten in den Nachtdiensten der Verurteilten) wurden hinterfragt. Laut Zeugenaussagen gab es zwar Gerüchte über einen „Todestrakt“, diese waren aber nur allgemein gehalten. Die Station versorgte eine große Anzahl geriatrischer und multimorbider Patienten, Erfolgserlebnisse und Heilungserfolge gab es kaum. Es herrschte stellenweise eine Personalknappheit, eine große Anzahl von Hilfskräften (Stationsgehilfinnen) verrichtete therapeutische Pflegehandlungen, die nur diplomiertes Personal durchführen hätte dürfen. Die vier Verurteilten verfügten nur über einen absolvierten Kurs zur Stationsgehilfin, teilweise wurde die Diplomausbildung begonnen und nach kurzer Zeit abgebrochen. Außerdem existierten große Krankensäle und immer wieder Gangbetten. Die Gebäude und die Stationen befanden sich teilweise in einem sehr abgenutzten Zustand.
Vor allem fadenscheinige Aussagen der vorgesetzten Stellen, die nichts mitbekommen haben wollten, empörten die Öffentlichkeit. Kontrollen von leitenden Pflegekräften und Ärzten gab es kaum. Der damalige Wiener Bürgermeister Helmut Zilk zog einen Vergleich mit Medizinern in Auschwitz und entließ den Leiter der Abteilung Primarius Franz Xaver Pesendorfer, der jedoch später rehabilitiert wurde. Die vier „Todesengel“ wollten mindestens noch eine andere Person zu Morden anstiften, diese weigerte sich laut eigener Aussage zweimal, erstattete jedoch keine Anzeige. Mitwisserschaften weiterer Personen konnten im Gerichtsverfahren nicht konkretisiert werden.

## Folgen
Nachrichten um den Fall gingen 1989 um die ganze Welt. Viele Krankenschwestern in Lainz berichteten über Beschimpfungen und Drohanrufe. Vielfach wurde kritisierend hinterfragt, warum auch Hilfspersonal therapeutische Pflegehandlungen durchführen musste und dafür niemand zur Verantwortung gezogen wurde. Beschwichtigungsversuche der obersten Leiterin des Pflegedienstes der Stadt Wien, einer Generaloberin, empörten auch das übrige Pflegepersonal.
Einige Medien berichteten stellenweise reißerisch und oberflächlich. So musste die Neue Kronen Zeitung (kurz Krone) seitenweise ab Juli 1989 gerichtlich angeordnete Entgegnungen drucken, u. a. da sie über Wagner am 23. April 1989 einen Artikel Mordschwester war Geheimprostituierte veröffentlicht hatte, woraufhin die Krone verurteilt wurde rund fünf Textseiten Entgegnung zu drucken; die fiktiven Inseratenkosten für diesen Entgegnungstext in der Krone hätten damals rund drei Millionen Schilling (kaufkraftbereinigt in heutiger Währung: knapp 405 Tausend Euro) betragen. Die Krone hatte Wagner nicht nur der „nebenberuflichen Geheimprostitution“ bezichtigt, sondern sie in insgesamt vier Ausgaben auch als „Schweinchen, das alles macht“ sowie als „geile Trude“ bezeichnet. Im Jänner 1990, im Zeitpunkt der die vorgenannte Rechtsache betreffenden Revisionsentscheidung des Obersten Gerichtshofs, waren sieben weitere Prozesse, drei Verfahren im Justizpalast und vier beim Handelsgericht, zwischen dem Krone-Verlag und Wagner, die von Georg Zanger vertreten war, anhängig.
Bestimmte Reformvorhaben und Änderungen brachten langfristig nur bescheidene Erfolge. Das Krankenhaus Lainz wurde später in Krankenhaus Hietzing, die angeschlossenen Pflegestationen in Geriatriezentrum Am Wienerwald umbenannt, wo es später zu weiteren systembedingten Pflegeskandalen kam.
Bis in die Gegenwart kommt es international immer wieder zu Verurteilungen von Pflegepersonen, die stellenweise hunderte ihnen anvertraute Patienten aus unterschiedlichen Gründen und Motiven getötet haben, Vermutungen über eine hohe Dunkelziffer bleiben allerdings spekulativ.

## Verfilmung & Anspielungen in der Kultur
Die Ereignisse wurden unter dem Titel Die Mörderschwestern in Wien verfilmt. Produzent und Regisseur des Films ist Peter Kern. Die Filmpremiere fand im November 2011 statt.
Die österreichische Musikgruppe Erste Allgemeine Verunsicherung spielte in ihrem Musikvideo zu dem Song Ding Dong aus dem Jahr 1990 auf den Vorfall an. In einer Stelle, als der Protagonist völlig verstellt aus dem Krankenhaus entlassen wird, ist im Hintergrund das Ortsschild mit der Aufschrift „Lainz“ zu sehen.